# Zărnești
Zărnești (rumænsk: zərˈneʃtʲ; tysk: Molkendorf, Zernescht; ungarsk: Zernest) er en by i Brașov, Transsylvanien, Rumænien, med et indbyggertal på 21.624 (2021). Den administrerer en landsby, Tohanu Nou ('Neu-Tohan; Újtohán).
Den ligger i nærheden af Piatra Craiului-bjergene, som er en del af de Transsylvanske Alper i Karpaterne. Dens nærhed til Piatra Craiului gør den til et almindeligt udgangspunkt for turister og vandrere, der ønsker at udforske bjergene og "Piatra Craiului Nationalpark".

## Galleri
- Udsigt over dalen ved Zărnești
- Udsigt overPiatra Craiului-bjergene fra Zărnești